# 국체론 및 순정사회주의
『국체론 및 순정사회주의』(일본어: 国体論及び純正社会主義 코쿠타이론오요비쥰세이샤카이슈키[*])는 1906년(메이지 39년) 5월 9일 기타 잇키가 간행한 자비출판 서적이다. 23세 때 썼으며, 분량은 998 페이지. 기타의 처녀작이다.
일본 제국 헌법으로 규정되는 천황제를 격렬하게 비판하고, 메이지 유신을 "유신혁명"으로 칭하면서 유신혁명의 진짜 가치는 민주주의에 있다고 주장했다. 천황의 국가, 천황의 국민이 아니라, 국민의 천황이라는 발상 하에, 천황이 국민 중 한 사람으로서 일반 국민과 함께 국가를 위해 행동하는 "공민국가(公民国家)"야말로 메이지 유신의 본래적 이상이 아니냐고 주장했다.
내무성은 이것을 위험사상으로 간주하고 즉시 책을 판금 처분했다. 기타는 요주의 인물로 고등계 경찰의 사찰대상이 되었다.
기타의 사상은 러일전쟁 기간에 독특한 발전을 보여준다. 그는 사회주의를 지지하면서도 당시의 사회주의자들의 주류였던 비전론(전쟁 반대)에는 동조하지 않았다. 동시에 민족주의를 지지하면서도 당시 민족주의자들의 주류였던 국체론에 동조하지 못했다. 와세다 대학의 청강생이 된 1904년(메이지 37년)부터 책 집필을 준비하여 1906년 500부를 발간했지만 5일 뒤 금서 처분된다.
책의 내용은 크게 두 가지로 나뉜다. 첫째, 기타는 사회진화론적 관점에서 인류는 상호부조의 정신에 따라 생존경쟁의 대상이 가족 단위에서 부족 단위로, 국가 단위로 커져가면서 사회적 동화작용에 의한 내부단결력이 강화되어 사회가 발전되었다고 주장했다. 그리고 국가는 군주가 주권을 가진 "군주국가"로부터 국가 자신이 주권인 "공민국가"로 진화한다. 기타는 메이지 유신은 일본이 군주국가에서 공민국가로 전환한 일종의 "혁명"이라고 주장했다. 그런데 천황이 만세일계라고 역사적 사실과 어긋나는 주장을 하며 국가를 천황과 의회가 공동운영하는 메이지 헌법 국체론은 반혁명 사상이며 일본의 국가의 향방에 반한다고 비난했다. 둘째로 "공민국가"의 발전강화를 위해서는 보통선거를 도입하고 노동자와 농민이 정치에 참여해야 한다고 주장했다. 그리함으로써 합법적으로 사회주의 체제를 확립하고, 생산수단을 국유화하고 자본가와 노동조합이 협력하여 최고의 생산성을 확보, 국민 생활의 향상에 노력하면 궁극적으로 국가 전체가 강화될 것이라고 주장했다.

## 참고 자료
- 田原総一朗 (2011년 3월 22일). 〈第5部 北一輝〉. 《なぜ日本は「大東亜戦争」を戦ったのか　アジア主義者の夢と挫折》. PHP研究所. ISBN 978-4-569-79483-9. 2019년 3월 7일에 원본 문서에서 보존된 문서. 2019년 3월 6일에 확인함.
- 坂野潤治 (1993). 〈国体論及び純正社会主義〉. 《日本史大事典》 3. 平凡社. ISBN 978-4-582-13103-1.
- 坂野潤治; 田原総一朗 (2006년 3월 31일). 〈第2章 美濃部達吉と北一輝はつながっていた〉. 《大日本帝国の民主主義　嘘ばかり教えられてきた！》. 小学館. ISBN 978-4-09-389242-1. 2014년 11월 1일에 원본 문서에서 보존된 문서. 2019년 3월 6일에 확인함.
- 古屋哲夫 (1985). 〈国体論及び純正社会主義〉. 《国史大辞典》. 吉川弘文館. ISBN 978-4-642-00505-0.